# Ural Mining and Metallurgical Company
Ural Mining and Metallurgical Company (UMMC eller UGMK) (russisk: Открытое акционерное общество «Уральская горно-металлургическая компания») er et russisk mineselskab og metalvirksomhed med hovedkvarter i Verkhnjaja Pysjma, Sverdlovsk oblast. Virksomheden blev etableret i 1999 og ejes af usbekiske Iskander Makhmudov. 
Koncernen driver i alt 50 datterselskaber.
Der fremstilles kobber, zink, bly, kul og stål.